# Кроули (Луизиана)
Кроули (англ. Crowley) —  город и административный центр прихода Акейдия в штате Луизиана в Соединённых Штатах Америки.
Согласно проведённой в 2020 году переписи населения США, население города составляло 11 710 человек; это двенадцатый город штата по числу жителей.

## История
Город Кроули был основан в 1886 году К. К. Дьюсоном и У. У. Дьюсоном. В 1887 году У. У. Дьюсон, генеральный директор Southwest Louisiana Land Company, основал и застроил Кроули.

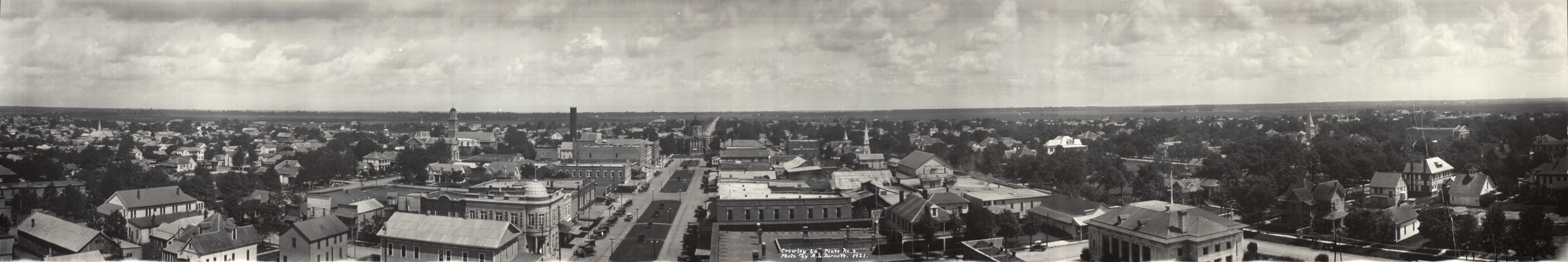
Кроули в 1921 году

Дочь У. У. Дьюсона, Мейм Дьюсон, вышла замуж за Перси Ли Лоуренса, основавшего Первый национальный банк Кроули. Это 7-этажное здание когда-то было самым высоким зданием между Хьюстоном и Новым Орлеаном. Они жили со своими тремя детьми, П. Л. Младшим, Патти и Джеком, по адресу 219 East 2nd Street. Несколько лет спустя дом сгорел в пожаре.
Город был назван в честь Пэта Кроули, ирландского владельца железной дороги, который построил железнодорожное депо на земле У. У. Дьюсона. Потомки основателя У. У. Дьюсона продолжают жить в Кроули.

## География
Кроули — главный город одноимённого микрополитического статистического района Кроули, который включает весь приход Акейдия. Он также является частью более крупного объединенного статистического района Лафейетт–Акадиана.
По данным Бюро переписи населения США, общая площадь города составляет 5,85 квадратных миль (15,2 км2), всё это суша.